# Gamla Gäddviksbron

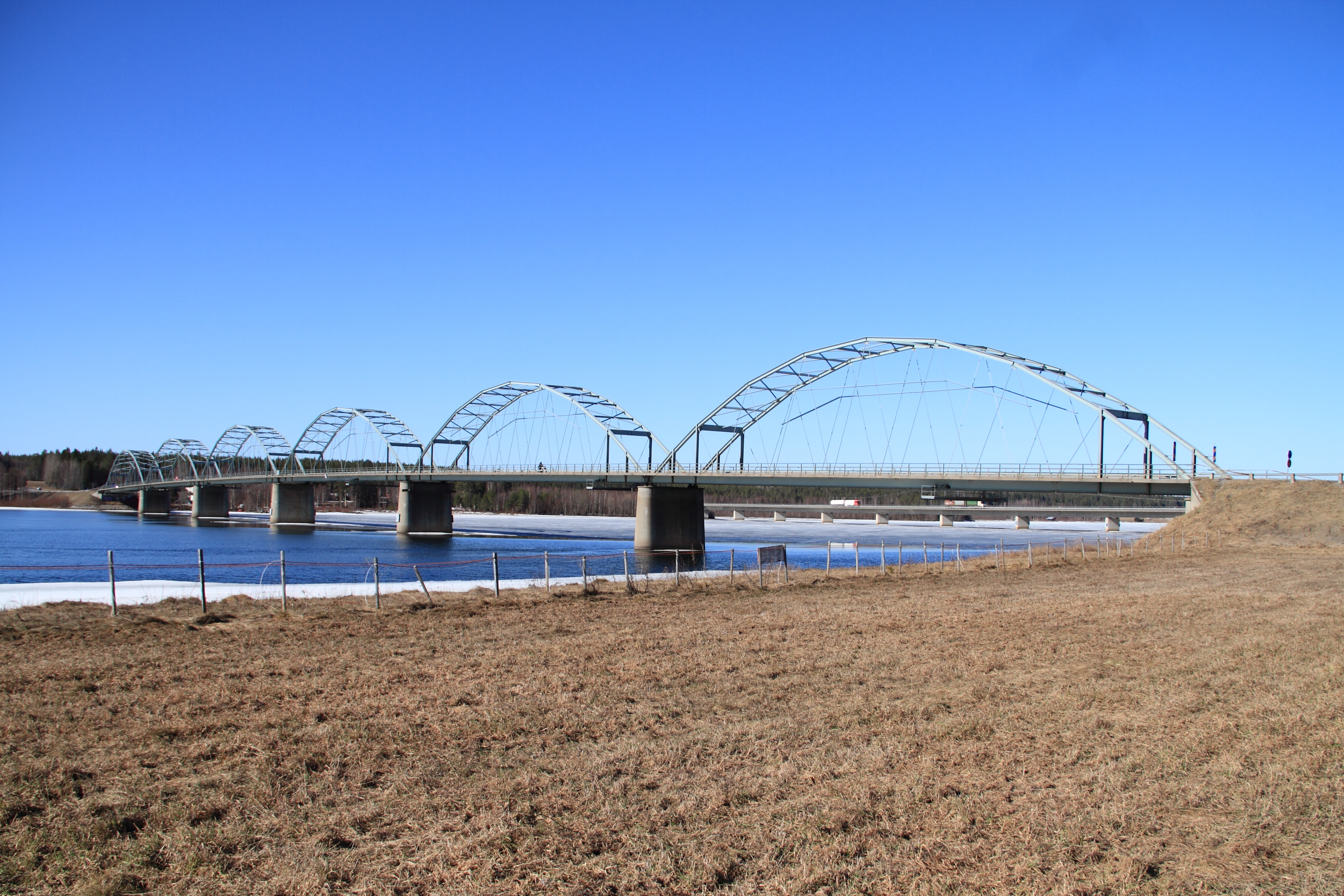
Sidovy av Gamla Gäddviksbron. I bakgrunden kan Nya Gäddviksbron skymtas.

Gamla Gäddviksbron är en bågbro över Lule älv i Gäddvik utanför Luleå. Bron stod klar i december 1941. Brons körbana är mycket smal, men separata gång- och cykelbanor finns på var sida. 
Innan bron byggdes fanns en färjelinje, men den kunde inte gå på vintern på grund av is. Då byggdes en väg på isen, men under en period på hösten och våren kunde älven inte passeras. Några hundra meters uppströms byggdes 1978 Nya Gäddviksbron som är en del av E4. 
Bron syntes i slutscenen i filmen Grabben i graven bredvid, från 2002.

## Se vidare
- Iko, Per (2003). ”Beslutet om Gäddviksbron 1940”. Stadsarkivets årsbok. 2004. Luleå: Luleå kommun. sid. 89-112. Libris 9700262. ISBN 91-973748-4-9
- Bergdahl, Carina; Sundström, Annika (2007). Varför blev en lokal brofråga en riksangelägenhet?. Luleå: Luleå tekniska universitet. https://www.diva-portal.org/smash/record.jsf?pid=diva2:1027075

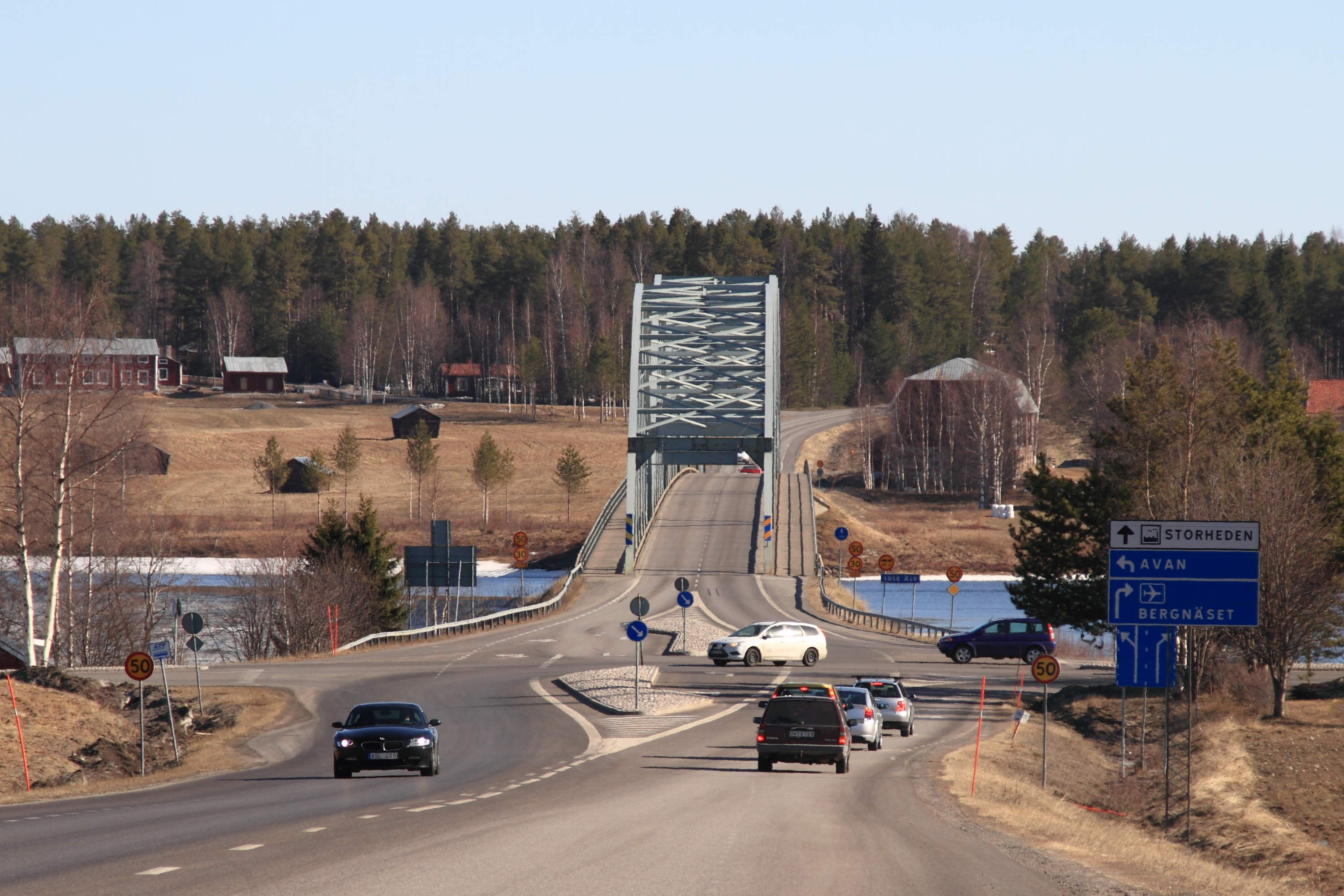
Vy över bron från väst.